# 單于姓
單姓（「單」，切，音同「蟬盂」，「于」不是簡體字，不應轉寫為「單於」）是漢字複姓之一，在《百家姓》中排第426位。在现代是极罕见的姓氏。

## 起源
单于姓是源于古代匈奴首领名称。根据《姓氏寻源》的记载：“必其先曾为单于，后并改为单氏。”汉朝和三国时期匈奴的最高首领被称为“撑犁孤涂单于”，意为“天之骄子”，匈奴的语言中“撑犁”是指“天”，“孤涂”为“子”，“单于”意为“广大”，简称作单于。所以单于姓成员多为单于的后代。

## 郡望
- 千乘郡：春秋时齐国有个千乘邑，是以齐景公有马千驷，猎于境内青田而得名，汉朝时置为千乘郡。为今山东高青县一带。